# 네오사우로이데스
네오사우로이데스(학명: Neosauroides koreaensis)는 경상남도 남해군 창선면 가인리의 화석산지에서 발견된 도마뱀 발자국 화석이다. 백악기의 도마뱀 발자국 화석으로는 세계 최초로 발견되었으며, 북아메리카 대륙의 현생 산쑥도마뱀과 비슷한 것으로 조사되었다. 2019년에 같은 속 내에 새로운 종(학명: Neosauroides innovatus)이 명명되었다.